# Koti
Koti (dewanagari: कोटि koti; ang. crore) – sanskrycki liczebnik, określenie liczby 10 000 000. Jedno koti to sto lakhów. Występuje również w niektórych językach nowoindyjskich.
Słowo karor (करोड़ karoṛ), używane w identycznym znaczeniu w wielu współczesnych językach Indii, jest wynikiem fonetycznej ewolucji tego terminu poprzez prakryckie krodi. Zostało ono zapożyczone do indyjskiej odmiany języka angielskiego i zapisywane jako crore.
Natomiast w językach indyjskich ani w języku angielskim używanym na subkontynencie indyjskim nie występuje osobny termin na "milion".